# Copromorpha gypsota
Copromorpha gypsota Meyrick, 1886 è un lepidottero appartenente alla famiglia Copromorphidae, endemico delle Figi.

## Etimologia
L'epiteto specifico deriva dai termini greci γύψος (gýpsos=gesso), e ούς, ώtός (oús, otós=orecchio, testa in senso lato), con riferimento al colore bianco del capo dello stadio adulto.

## Descrizione
Si tratta di una falena eteroneura appartenente ai Ditrysia, con taglia relativamente piccola (apertura alare compresa tra 26 e 30 mm) e abitudini principalmente notturne.

### Adulto

#### Capo
Il capo presenta piccole scaglie ravvicinate di colore bianco.
Gli occhi sono moderatamente grandi e distanziati, mentre gli ocelli sono assenti.
Nell'apparato boccale, la spirotromba è presente e priva di scaglie, mentre i palpi labiali sono bianchi e rivolti verso l'alto, col secondo articolo più scuro sull'esterno e fittamente rivestito di scaglie piliformi. I palpi mascellari sono vestigiali.
Le antenne sono bianche e hanno lunghezza pari ai due terzi della costa dell'ala anteriore; sono filiformi nella femmina e pettinate nel maschio, con lo scapo privo di un pecten; i chaetosemata sono assenti.

#### Torace
Il torace è biancastro, con lievi sfumature violacee ai lati.
Le zampe sono scure, con la parte apicale di ogni segmento di colore bianco; l'ultimo paio presenta qui e là delle tonalità più chiare; l'epifisi è presente e la formula degli speroni tibiali è 0-2-4. Le metatibie sono robuste e ricoperte di fitte setole.
L'ala anteriore è di forma quasi rettangolare, con la costa lievemente sinuosa e il margine interno più segnatamente concavo; l'apice e il tornus sono arrotondati. La spinarea è presente e si osservano ciuffi di scaglie sollevate sulla superficie dorsale. Sc è libera e molto robusta nel tratto basale; Rs2 ed Rs3 partono dalla cellula discale molto più ravvicinate tra loro che rispetto a Rs1 ed Rs4; M2 è convergente con M3; la cellula discale risulta aperta in quanto la nervatura radio-mediale (r-m) è assente; CuA1 e CuA2 sono entrambe presenti (la prima molto ravvicinata a M3), mentre CuP è solo vestigiale e appena accennata; 1A+2A presenta una breve biforcazione basale, mentre 3A è assente. La tonalità di fondo della superficie dorsale è un biancastro stiato di scuro, con una macchia giallo-ocra pallida nella regione discale; si possono osservate lievi bagliori violacei scuri in direzione del termen e del margine interno; è presente, sul quarto basale della costa, una zona scura che finisce con una piccola macchia nera; un'estesa e irregolare fascia obliqua scura parte dalla metà della costa e si spinge internamente fino al centro dell'ala; nella parte centrale della cellula discale si trova una breve macchia nera a mezzaluna, posta in diagonale, con le estremità rivolte verso l'esterno; altre due piccole macchie nere sono visibili sulla costa in direzione dell'apice, oltre a una serie di piccoli punti scuri sparpagliati tra il termen e il margine posteriore, a ridosso del tornus; una frangiatura di sottili scaglie piliformi inizia posteriormente all'apice e continua fino al tornus, con una colorazione tra il grigio spento e l'ocra.
Nell'ala posteriore, più triangolare e di un unico colore grigio scuro, Sc+R è discretamente inspessita nella regione basale; Rs non presenta ramificazioni, ed M2 parte dalla cellula discale più vicino a M3 che a M1; i due rami di CuA sono entrambi presenti, e CuA1 è convergente con M3; CuP è presente e pressoché rettilinea; 1A+2A non mostra biforcazione basale, mentre 3A è presente.

#### Addome
L'addome è grigio pallido, con poche sfumature di ocra. Nel maschio si osserva una coppia di coremata, posti in prossimità del margine posteriore. Il secondo sternite non presenta scaglie nella parte anteriore.
Nell'apparato genitale maschile l'uncus è ben sviluppato e non bifido. I socii sono assenti. Il vinculum risulta privo di saccus. L'edeago presenta un coecum penis non molto lungo.
Nel genitale femminile, l'ovopositore non appare allungato. Le apofisi posteriori sono più sviluppate di quelle anteriori. Il ductus bursae è membranoso e il corpus bursae è provvisto di un signum.

### Uovo
Dati non disponibili.

### Larva
Non è stata descritta la larva di questa specie.

### Pupa
Non è stata descritta la pupa di questa specie. Per affinità con gli altri membri dei Copromorphidae, si ritiene che sia obtecta, con un tegumento sottile e traslucido, da cui si scorgono i profili del capo e del torace

## Biologia
Non si dispone di informazioni riguardo alla biologia di questa specie.

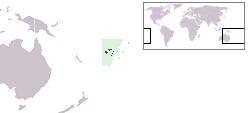
Le isole Figi, locus typicus della specie

## Distribuzione e habitat
Il taxon è endemico delle isole Figi.

## Tassonomia
Copromorpha gypsota Meyrick, 1886 - Trans. Ent. Soc. Lond. 1886: 282 - locus typicus: Figi.

### Sottospecie
Non sono state individuate sottospecie.

### Sinonimi
Non è stato riportato alcun sinonimo.

## Conservazione
La specie non è stata inserita nella Lista rossa IUCN.

### Pubblicazioni
- (EN) Common, I. F. B., Evolution and Classification of the Lepidoptera (abstract), in Annual Review of Entomology, vol. 20, Palo Alto, California, Entomological Society of America, gennaio 1975,  pp. 183-203, DOI:10.1146/annurev.en.20.010175.001151, ISSN 0066-4170 (WC · ACNP), LCCN 56005750, OCLC 1321134. URL consultato il 6 luglio 2017 (archiviato dall'url originale il 3 febbraio 2019).
- (EN) Diakonoff, A., The genera of Indo-Malayan and Papuan Tortricidae (PDF), in Zoologische mededeelingen van het Rijksmuseum van natuurlijke historie, vol. 21, Leida, Brill, 1939,  pp. 111-240; figg. 1-19, ISSN 0024-1652 (WC · ACNP), LCCN 52020931, OCLC 16877596.
- (EN) Diakonoff, A., Records and descriptions of Microlepidoptera (3), in Treubia, vol. 20, n. 1, Batavia, 'sLands Plantentuin, 1949,  pp. 39-50, ISSN 0082-6340 (WC · ACNP), LCCN sn97047029, OCLC 690602797.
- (EN) Diakonoff, A, Microlepidoptera of the Philippine Islands (PDF), in Bulletin - United States National Museum, vol. 257, Washington, G.P.O., 1967,  pp. 1-484, DOI:10.5479/si.03629236.257.1, ISSN 0096-2961 (WC · ACNP), LCCN sf83008059, OCLC 631770246.
- (EN) Dugdale, J. S., Female Genital Configuration in the Classification of Lepidoptera (PDF), in New Zealand Journal of Zoology, vol. 1, n. 2, Wellington, 1974,  pp. 127-146, DOI:10.1080/03014223.1974.9517821, ISSN 1175-8821 (WC · ACNP), OCLC 60524666. URL consultato il 6 luglio 2017 (archiviato dall'url originale il 4 aprile 2019).
- (EN) Heppner, J. B., Transfers of some nearctic genera and species of Glyphipterigidae (auctorum) to Oecophoridae, Copromorphidae, Plutellidae, and Tortricidae (Lepidoptera) (abstract), in Pan-Pacific Entomologist, vol. 54, San Francisco, CA, Pacific Coast Entomological Society, 1978,  pp. 48-55, ISSN 0031-0603 (WC · ACNP), LCCN 34041370, OCLC 819189661.
- (EN) Heppner, J. B., A world catalogue of genera associated with the Glyphipterigidae auctorum (Lepidoptera) (abstract), in Journal of the New York Entomological Society, vol. 89, n. 4, New York, NY, New York Entomological Society, 1981,  pp. 220-294, ISSN 0028-7199 (WC · ACNP), LCCN unk82052895, OCLC 819193864.
- (EN) Jarzembowski, E. A., Fossil, insects from the Bembridge Marls, Palaeogene of the Isle of Wight, southern England (PDF), in Bulletin of the British Museum (Natural History) (Geology), vol. 33, Londra, The Museum, 1980,  pp. 237–293, ISSN 0007-1471 (WC · ACNP), LCCN 58020573, OCLC 770307936.
- (EN) Kyrki, J., Adult abdominal sternum II in ditrysian tineoid superfamities - morphology and phylogenetic significance (Lepidoptera) (abstract), in Annales entomologici Fennici / Suomen hyönteistieteellinen aikakauskirja, vol. 49, Helsinki, Suomen Hyönteistieteellinen Seura, 1983,  pp. 89-94, ISSN 0003-4428 (WC · ACNP), LCCN 91649455, OCLC 2734663.
- (EN) Kyrki, J., The Yponomeutoidea; a reassessment of the superfamily and its suprageneric groups (Lepidoptera) (abstract), in Insect Systematics & Evolution, vol. 15, n. 1, Stenstrup, Danimarca, Apollo Books, 1º gennaio 1984,  pp. 71-84, DOI:10.1163/187631284X00064, ISSN 1399-560X (WC · ACNP), LCCN 00252879, OCLC 4637500856.
- (EN) Meyrick, E., VIII - Descriptions of Lepidoptera from the South Pacific (PDF), in Transactions of the Entomological Society of London, vol. 1886, n. 3, Londra, The Society, ottobre 1886,  pp. 189-296, DOI:10.1111/j.1365-2311.1886.tb01626.x, ISSN 0035-8894 (WC · ACNP), LCCN sn88024445, OCLC 183140024.
- (EN) Meyrick, E., Descriptions of Indian Micro-Lepidoptera (PDF), in The journal of the Bombay Natural History Society, vol. 17, Bombay, Bombay Natural History Society, 1906,  pp. 403-417, ISSN 0006-6982 (WC · ACNP), LCCN 48032581, OCLC 863086885.
- (JA) Moriuchi, S., Copromorpha pleurophanes Meyrick (Lepidoptera, Copromorphidae), a copromorphid moth new to the fauna of Thailand, in Tinea, vol. 13, n. 27, Tokyo, Nihon Garui Gakkai, 1993,  pp. 273-278, ISSN 0493-3168 (WC · ACNP), OCLC 916772467.
- (EN) Mosher E., A Classification of the Lepidoptera Based on Characters of the Pupa, in Bulletin of the Illinois State Laboratory of Natural History, vol. 1912, n. 2, Urbana, Illinois, Illinois State Laboratory of Natural History, marzo 1916,  p. 62, DOI:10.5962/bhl.title.70830, ISSN 0073-5272 (WC · ACNP), LCCN 16027309, OCLC 2295354.
- (EN) Mutuura, A., Morphology of the Female Terminalia in Lepidoptera, and Its Taxonomic Significance (abstract), in Canadian Entomologist, vol. 104, n. 7, Ottawa, Entomological Society of Canada, 31 luglio 1972,  pp. 1055-1071, DOI:10.4039/Ent1041055-7, ISSN 0008-347X (WC · ACNP), LCCN agr38000066, OCLC 4662161307.
- (EN) Turner, A. J., New Australian Lepidoptera of the family Tortricidae (PDF), in Transactions of the Royal Society of South Australia, vol. 40, Australia, The Society, 12 ottobre 1916,  pp. 498-536, ISSN 0372-1426 (WC · ACNP), LCCN 95641252, OCLC 637459275.

### Testi
- (EN) Capinera, J. L. (Ed.), Encyclopedia of Entomology, 4 voll., 2nd Ed., Dordrecht, Springer Science+Business Media B.V., 2008,  pp. lxiii + 4346, ISBN 978-1-4020-6242-1, LCCN 2008930112, OCLC 837039413.
- (EN) Clarke, J. F. G., Catalogue of the type specimens of Microlepidoptera in the British Museum, Natural history, described by Edward Meyrick, Vol. 2 - Stenomidae, Xyloryctidae, Copromorphidae, Londra, British Museum, 1955,  p. 531, ISBN non esistente, LCCN 57002435, OCLC 462750494.
- (EN) Common, I. F. B., Moths of Australia, Slater, E. (fotografie), Carlton, Victoria, Melbourne University Press, 1990,  pp. vi, 535, 32 con tavv. a colori, DOI:10.5962/bhl.title.68439, ISBN 978-0-522-84326-2, LCCN 89048654, OCLC 220444217.
- (EN) Diakonoff, A., Microlepidoptera of New Guinea. Results of the Third Archbold Expedition (American-Netherlands Indian Expedition 1938-1939) - Part III (PDF), collana Verhandelingen der Koninklijke Nederlandse Akademie van Wetenschappen, Afdeling Natuurkunde, (2)49, no. 4, Amsterdam, North-Holland Publishing Company, 1954,  pp. 1-164, 179 figg., ISBN non esistente, LCCN a53001811, OCLC 69050732.
- (EN) Dugdale, J. S., Lepidoptera - annotated catalogue, and keys to family-group taxa (PDF), collana Fauna of New Zealand, Vol. 14, Wellington, Science Information Publishing Centre, 1988,  p. 262, ISBN 978-0-477-02518-8, OCLC 889154749.
- (EN) Fletcher, T. B., A list of the generic names used for Microlepidoptera, collana India. Dept. of agriculture. Memoirs. Entomological seres, Vol. 11, Calcutta, Government of Inda central publication branch, 1929,  pp. I-X; 1-244+2, ISBN non esistente, OCLC 4545236.
- (EN) Kristensen, N. P. (Ed.), Handbuch der Zoologie / Handbook of Zoology, Band 4: Arthropoda - 2. Hälfte: Insecta - Lepidoptera, moths and butterflies, Kükenthal, W. (Ed.), Fischer, M. (Scientific Ed.), Teilband/Part 35: Volume 1: Evolution, systematics, and biogeography, ristampa 2013, Berlino, New York, Walter de Gruyter, 1999  [1998],  pp. x, 491, ISBN 978-3-11-015704-8, OCLC 174380917.
- (EN) Meyrick, E., Exotic Microlepidoptera (PDF), Vol. 1, Londra, Taylor & Francis, 1913  [1912],  pp. 1-640, DOI:10.5962/bhl.title.9241, ISBN non esistente, LCCN 73420356, OCLC 427838628.
- (EN) Meyrick, E., Exotic Microlepidoptera (PDF), Vol. 3, Londra, Taylor & Francis, 1923,  pp. 1-640, ISBN non esistente, LCCN 73420356, OCLC 10581383.
- (EN) Meyrick, E., Exotic Microlepidoptera, Vol. 4, Londra, Taylor & Francis, 1930,  p. 642, ISBN non esistente, LCCN 73420356, OCLC 923574154.
- Schenkl, F.; Brunetti, F., Dizionario Greco-Italiano/Italiano-Greco, a cura di Meldi, D., collana La creatività dello spirito, Berrettoni G. (nota bibliografica), La Spezia, Casa del Libro - Fratelli Melita Editori, dicembre 1991  [1990],  pp. xviii, 972, 14 tavv., 538, ISBN 978-88-403-6693-7, OCLC 797548053.
- (EN) Scoble, M. J., The Lepidoptera: Form, Function and Diversity, seconda edizione, London, Oxford University Press & Natural History Museum, 2011  [1992],  pp. xi, 404, ISBN 978-0-19-854952-9, LCCN 92004297, OCLC 25282932.
- (EN) Stehr, F. W. (Ed.), Immature Insects, 2 volumi, seconda edizione, Dubuque, Iowa, Kendall/Hunt Pub. Co., 1991  [1987],  pp. ix, 754, ISBN 0-7181-1423-X, LCCN 85081922, OCLC 13784377.